# Eric Franco
Eric Franco (31 de octubre de 1978 en Ciudad de San Nicolás, Buenos Aires) es un reconocido escultor en metal argentino.

## Biografía
Eric nació el 31 de octubre de 1978 en San Nicolás de los Arroyos, Argentina. Se formó en Bellas Artes y Diseño Industria, aunque completó su formación en talleres de artistas.
Creció en una ciudad donde la principal industria es la metalúrgica. Hijo de un inmigrante italiano, entre inventor y metalúrgico, supo aprender de él las bondades del material, pero su meta era ir contra todos los cánones industriales y convertirse en artista.
Sus comienzos fueron con la pintura clásica figurativa, para pasar a la escultura figurativa hasta encontrar su propio lenguaje en la escultura abstracta. 
Sus esculturas abstractas juegan con las tensiones y pesos visuales. Son realizadas en acero inoxidable o en hierro pintadas monocromáticas con pintura automotriz con acabados pulidos. Trabaja sobre todo a mediana y gran escala con piezas aptas para exterior.
Sus obras forman parte de museos, colecciones públicas y privadas en Argentina, Uruguay, Chile, Brasil, España, Italia, Estados Unidos y Francia.

## Statement de Artista
"Esculpir el metal es mi pasión. El metal es mi historia, mi pasado y mi presente. Me crie entre hierros y planos de máquinas industriales, el hierro con propósito funcional. 
Cada artista carga con su historia, la mía es romper con lo industrial, usar el metal como medio de expresión. 
En mis obras busco equilibrio en tensión, opuestos en balance. Busco la perfección y la liviandad en algo que es objetivamente pesado y generalmente tosco. 
La poética de mi obra busca despegarse de lo terrenal, intentando en su ascenso acercarse a lo celestial, a un mundo espiritual. Habla de transformaciones, de la vida, de la muerte y de los sentimientos del alma."

## Obras Públicas
- Edificio Plaza San Martín, Maipú 1210, CABA, Argentina.
- Edificio Quo Swim, Av. Dorrego 1989, CABA, Argentina.
- Edificio Metro 19, Quesada 1540, CABA, Argentina.
- Edificio Torres Pilares, Rafael de Aguiar 14, San Nicolás, Argentina.
- Parque Industrial, Las Parejas, Argentina.
- Edificio Mendoza, Mendoza 1758, CABA, Argentina.
- Edificio Grupo Proff, Juncal 1126, CABA, Argentina.
- Showrool Trump Tower, Punta del Este, Uruguay.

## Premios
El artista ha participado de concursos y salones nacionales, obteniendo premios como Selección – Salón Nacional de Artes Visuales 2012, Palais de Glace, Buenos Aires (2012), Primer Premio – Concurso de escultura pública Altos Arroyos, San Nicolás, Pcia. Bs As.(2012), Segundo Premio Adquisición – XXVIII Salón 2011 Premio Mauricio Algieri, San Isidro (2011), Selección – Salón Nacional de Escultura de la Academia Nacional de Bellas Artes – Centro Cultural Recoleta – Buenos Aires (2011), entre otros. 